# Силвия Чолева
Силвия Чолева е българска поетеса, културен журналист и книгоиздател.

## Биография
Силвия Чолева е родена на 30 октомври 1959 г. в София, завършила е българска филология. Отговорен редактор е на редакция „Култура“ на програма „Христо Ботев“ на БНР и водеща на предаването „Артефир“ в същата (всеки делничен ден от 12:15 часа). Силвия Чолева е автор на ежемесечните обзори на нови книги в списанията „Хайфлайтс“ и „Его“, главен редактор на сп. „Алтера“ (до март 2009, когато списанието е закрито). От края на 1990-те до закриването му през 2003 г. Силвия Чолева съосновава и води заедно с Иван Теофилов сп. „Сезон“. Преподавала е в курса Писане на есе в НБУ. Силвия Чолева е и сценарист на „Майка ми“, късометражен филм на режисьорката Светла Цоцоркова (2005).
Участва в първата Олимпиада на поезията в Швеция, организирана от IOPP (International Organization of Performing Poets), като член на българския отбор, съставен още от Кристин Димитрова, Кирил Кадийски и Георги Пашов.
Член на журито на Националния младежки конкурс за поезия „Веселин Ханчев“, организиран от община Стара Загора, библиотека „Родина“ и къща музей „Гео Милев“, през 1999, 2013 и 2014 г.
Член на журито на Националния поетичен конкурс за любовна лирика „Магията Любов“ в Казанлък за 2007 г.
Постоянен член на журито на наградата „Бронзов лъв“.
Собственик на издателство „Да“.

## Критика
Силвия Чолева, „общително, модерно и смело момиче“ (Милена Кирова: 2002) , е известна с множеството си публикации в културната периодика. Понякога е вписвана от критиците в категориите на женското писане, третиращо любовта от ситуацията на чувственото изживяване (Милена Кирова: 2002, 241), „а ла Ерика Джонг“ и със „следи от крещящи поанти“.

## Награди
През 2007 г. получава наградата „Христо Г. Данов“ в категорията „Представяне на българската книга“ и Националната награда за поезия „Иван Николов“ за стихосбирката си „Писма“. През 2008 г. – награда „Рицар на книгата“ за представяне на българската книга в медиите.